# Morkovice-Slížany
Morkovice-Slížany è una città della Repubblica Ceca facente parte del distretto di Kroměříž, nella regione di Zlín.